# Ранкагуа
Ранка̀гуа (на испански: Rancagua) е град в централната част на Чили, регион О'Хигинс. Ранкагуа е административен център на едноименната община, провинция Качапоал и регион О'Хигинс. Основан е на 5 октомври 1743 г. Към 2002 г. населението на града е 206 971 души, а на общината – 214 344.

## История
Ранкагуа е основан под името Санта Крус де Триана на 5 октомври 1743 г. от Хосе Мансо де Веласко – испански войник и политик, губернатор на Чили и вицекрал на Перу, който основава и други градове в централно Чили, като Копиапо, Курико, Талка и др. Преди испанците тази местност е населявана от представители на племената пикунче, а за кратко районът е бил и част от империята на инките. В исторически план градът е най-известен с Битката за Ранкагуа (наричана още Бедствието при Ранкагуа), част от войната за независимост на Чили. На 1 и 2 октомври 1814 г. чилийските въстаници под ръководството на Бернардо О'Хигинс и Хосе Мигел Карера са разбити от испанската армия под ръководството на Мариано Осорио. От 2000 въстаници загиват 400, а 600 са ранени, а общо 888 са пленени, докато от 2200 испанци жертвите са 111, а ранените – 113. Битката слага край на просъществувалото четири години Старо отечество (Патрия Виеха) и маркира началото на т.нар. Реконкиста или периода, в който испанците успяват да вземат превес във войната за независимост и да отвоюват обратно загубените от тях територии. След битката къщите на въстаниците са разрушени, а хората, оказвали им подкрепа, са преследвани. Заради оказваната подкрепа на патриотите, много къщи в града са разрушени от роялистите.

## География
Ранкагуа е разположен на 572 метра надморска височина в Централната чилийска долина, на река Качапоал и на около 87 km южно от столицата Сантяго.

### Инфраструктура
Най-дългата магистрала в Чили Рута 5, която е и част от Панамериканската магистрала, минава в близост до Ранкагуа и свързва града със Сантяго и други по-големи градове в Чили като Арика, Антофагаста, Копиапо, Ла Серена, Талка, Чилан, Пуерто Монт и др. Ранкагуа разполага с две автогари – Терминал О'Хигинс, която обслужва връзките с по-големите градове в страната, и Терминал Родоварио, която обслужва връзките с по-малки населени места. Общественият транспорт в Ранкагуа се състои от средни по капацитет автобуси и маршрутни таксита.
През 1861 г. е открита железопътната линия, свързваща Ранкагуа със Сантяго. Днес гарата в Ранкагуа обслужва две пътнически линии – между Сантяго и Сан Фернандо и между Сантяго и Чилан.
Ранкагуа разполага и с малко летище, използвано както от военновъздушните сили на страната, така и за туристически полети в региона.

### Климат
Клуматът в Ранкагуа е Средиземноморски с ясно изразени сезони. Лятото е горещо и сухо със средна максимална температура близо до 30 °C, а зимата е студена, влажна и дъждовна със средна минимална температура близо до 0 °C. Най-топлият месец е януари със средна дневна температура 21 °C, а най-студеният – юли със средна дневна температура 8,5 °C. Средните годишни валежи са 505 mm, като най-дъждовен е юли със 144 mm, а дните с валежи са 31 годишно; през някои години е възможно да превали и сняг.
| Климатични данни на Ранкагуа          | Климатични данни на Ранкагуа | Климатични данни на Ранкагуа | Климатични данни на Ранкагуа | Климатични данни на Ранкагуа | Климатични данни на Ранкагуа | Климатични данни на Ранкагуа | Климатични данни на Ранкагуа | Климатични данни на Ранкагуа | Климатични данни на Ранкагуа | Климатични данни на Ранкагуа | Климатични данни на Ранкагуа | Климатични данни на Ранкагуа | Климатични данни на Ранкагуа |
| Месеци                                | яну.                         | фев.                         | март                         | апр.                         | май                          | юни                          | юли                          | авг.                         | сеп.                         | окт.                         | ное.                         | дек.                         | Годишно                      |
| Абсолютни максимални температури (°C) | 39                           | 35,7                         | 36                           | 32,3                         | 31                           | 26                           | 28                           | 29                           | 32                           | 33,3                         | 34,7                         | 38                           | 39                           |
| Средни максимални температури (°C)    | 30                           | 30                           | 27                           | 23                           | 18                           | 15                           | 15                           | 16                           | 18                           | 22                           | 26                           | 28                           | 22,3                         |
| Средни температури (°C)               | 21                           | 20,5                         | 18,5                         | 15                           | 11,5                         | 9                            | 8,5                          | 10                           | 11,5                         | 14,5                         | 17,5                         | 19,5                         | 14,7                         |
| Средни минимални температури (°C)     | 12                           | 11                           | 10                           | 7                            | 5                            | 3                            | 2                            | 4                            | 5                            | 7                            | 9                            | 11                           | 7,3                          |
| Абсолютни минимални температури (°C)  | 5,4                          | 5                            | 3,5                          | −1,8                         | −5,9                         | −6,2                         | −4,9                         | −6,2                         | −2,3                         | −3                           | 1,6                          | 3,3                          | −6,2                         |
| Средни месечни валежи (mm)            | 0                            | 4                            | 11                           | 22                           | 70                           | 125                          | 144                          | 92                           | 27                           | 10                           | 6                            | 0                            | 505                          |
| Брой на дните с валежи                | 0                            | 1                            | 1                            | 2                            | 4                            | 6                            | 6                            | 5                            | 3                            | 2                            | 1                            | 0                            | 31                           |
| ------------------------------------- | ---------------------------- | ---------------------------- | ---------------------------- | ---------------------------- | ---------------------------- | ---------------------------- | ---------------------------- | ---------------------------- | ---------------------------- | ---------------------------- | ---------------------------- | ---------------------------- | ---------------------------- |
| Източник:                             |                              |                              |                              |                              |                              |                              |                              |                              |                              |                              |                              |                              |                              |

## Спорт
Най-популярните спортове в Ранкагуа са футбол, баскетбол и тенис. Най-известният футболен клуб в града е О′Хигинс, шампион и вицешампион на Чили в турнира Апертура съответно през сезон 2013/2014 и 2012, финалист за купата на страната през 1983 и 1994 г., носител на Суперкупата на Чили през 2014 г. и полуфиналист за Копа Либертадорес през 1980. През 1962 г. Ранкагуа е един от градовете домакини на Световното първенство по футбол, като на стадион Ел Тениенте се изиграват седем мача, в това число трите мача на България от груповата фаза. Там българският отбор изиграва първия си мач, отбелязва първия си гол (при загубата с 6:1 от Унгария) и печели първата си точка (0:0 с Англия) на световни първенства. На около 18 км от Ранкагуа, в община Кодегуа, се намира пистата Аутодромо Интернасионал де Кодегуа, която се очаква да приеме кръгове от световния шампионат по Супербайк и МотоГП.

## Побратимени градове
- Белско-Бяла
- Берген
- Куритиба
- Логроньо
- Мендоса
- Миахадас
- Паджу
- Пергамино
- Ранкагуа
- Сан Фернандо
- Тунчжоу

## Известни личности

### Родени в Ранкагуа
- Кларънс Акуня – футболист с 60 мача за Чили
- Лучо Гатика – певец и актьор
- Херман Риеско – президент на Чили в периода 1901-1906 г.